# Alasgar Alakbarov
Pour les articles homonymes, voir Alakbarov.
Alasgar Alakbarov (en azéri : Ələsgər Hacıağa oğlu Ələkbərov), né le 26 mars 1910 à Bakou et mort le 31 janvier 1963 à Bakou, est un acteur de théâtre et de cinéma soviétique azerbaïdjanais, un artiste du peuple de la RSS d'Azerbaïdjan et de l'URSS, et un député de la VIe convocation du Soviet suprême de l'Union soviétique.

## Biographie
Au cours de ses années d'école, il rejoint le club de théâtre. En 1927-1930, il étudie au collège théâtral de Bakou et commence à travailler au théâtre turc des travailleurs de Bakou, où il crée des images mémorables telles que Haji Bakhshali (« Les morts »), la deuxième municipalité (« Attaque »). Au cours de ses années au théâtre, il épouse l'actrice Hokuma Gurbanova. En 1933 la jeune famille déménage de Bakou à Ganja avec le théâtre ouvrier turc. Mais bientôt ils se séparent.

## Carrière

### Théâtre
De 1933 à la fin de sa vie il est l'acteur du théâtre dramatique d'Azerbaïdjan du nom de M. А. Azizbekov, où ses rôles principaux étaient Othello (Othello de W. Shakespeare) et Vagif (Vagif de S. Vurgun). Il jouait principalement les rôles tragiques. Seul le rôle de Vagif sur la scène du théâtre a été interprété par lui plus de 500 fois.

### Cinéma
Parallèlement au théâtre, A. Alakbarov poursuit également une carrière dans le cinéma. Le tournage commence en 1927 avec le rôle de Hasan dans le long métrage Maison sur le volcan (1928). Il interprète aussi le rôle de Fatali Khan, dirigeant du Khanat de Guba. Un autre rôle notable  est celui du président de la ferme collective dans le film Un grand support.